# 科特罗切尼宫
科特罗切尼宫（羅馬尼亞語：Palatul Cotroceni）是罗马尼亚总统官邸。它位于羅馬尼亞布加勒斯特，於1895年完工。1977年，羅馬尼亞發生了一场里氏7.2级的地震，科特罗切尼宫遭到破壞。